# تازه‌آباد چاف
تازه‌آباد چاف روستایی در دهستان چاف بخش مرکزی شهرستان لنگرود استان گیلان ایران است.

## جمعیت
بر پایه سرشماری عمومی نفوس و مسکن در سال ۱۳۹۵ این روستا بدون جمعیت بوده‌است.